# Acer lobelii
Acer lobelii é uma espécie de árvore do gênero Acer, pertencente à família Aceraceae.